# 김상국 (야구인)
김상국(金相國, 1963년 4월 5일~)은 전 KBO 리그 빙그레 이글스의 포수이다. 그의 아들은 현 키움 히어로즈의 외야수인 김동엽이다.
북일고와 한양대를 졸업하고 1986년 빙그레 이글스의 원년멤버로 활동하였다. 포지션은 포수였다. 
한편, 1988년 김영덕 감독이 빙그레 감독으로 부임하면서 강병철 전 롯데 감독이 수석코치를 맡았으며 이 과정에서 1990년 소위 '종신감독 파동' 등 빙그레 시절 북일고(김영덕 감독이 프로에 뛰어들기 전 북일고 감독 역임)와 비북일고 출신들 사이의 갈등이 있었고 강병철 코치는 그 해 시즌 후 롯데 감독으로 떠났다가 1994년 한화 감독으로 부임하면서 북일고 출신들을 대부분 홀대,퇴출시킬 계획을 세웠으며 이 과정에서 강병철 감독과 불화를 겪어 1995년 말 투수 박은진을 상대로 현대 유니콘스로 트레이드되었으나 당시 주전포수였던 장광호의 그늘에 가려 이렇다 할 활약을 하지 못한 채 1997년을 끝으로 선수생활을 마감했다. 강병철 감독이 1994년 한화 감독으로 부임하면서 김상국 이상군 전대영 등 대부분 북일고 출신 선수들은  강병철 감독 때문에 다른 팀으로 강제 이적당하거나 은퇴식 없이 옷을 벗는 등 선수생활의 끝이 좋지 않았지만 또다른 북일고 출신 한용덕은 워낙 팀에서 독보적인 존재라 계속 잔류했으며  소위   '종신감독 파동'이 있었던 1990년 시즌에는 페넌트레이스 1위를 달렸다가 후반기에 페이스가 떨어져 준플레이오프 2패로 탈락했고 이 과정에서  김영덕 감독과 불화가 있었던 김성갑 고원부 유승안 한희민 등 대부분의 비북일파 출신들이 뒷날 다른 팀으로 트레이드되거나 은퇴식 없이 옷을 벗는 등 끝이 좋지 않았다.
이후에는 북일고등학교 야구부 감독을 맡았다.
아들로는 삼성 라이온즈의 김동엽 선수가 있다.

## 출신학교
- 한밭중학교
- 북일고등학교
- 한양대학교

## 참조
1. ↑  권오중 (1990년 10월 18일). “"독수리「영구 감독」설로 추락"”. 중앙일보. 2020년 1월 9일에 확인함.
2. ↑  권오중 (1990년 10월 18일). “"독수리「영구 감독」설로 추락"”. 중앙일보. 2020년 1월 9일에 확인함.
3. ↑  김종건 (2012년 6월 28일). “[김종건의 아날로그 베이스볼] 김성갑 “작은 체격이 걸림돌? 52kg때도 선동열 공 넘겼어””. 스포츠동아. 2020년 1월 9일에 확인함.
4. ↑  메이저리거를 향해… 김동엽, 2009년 첫 美 진출 1호 보관됨 2009-03-30 - 웨이백 머신 《일간스포츠》, 2009년 3월 27일 작성